# Echo (Kleinbrach)

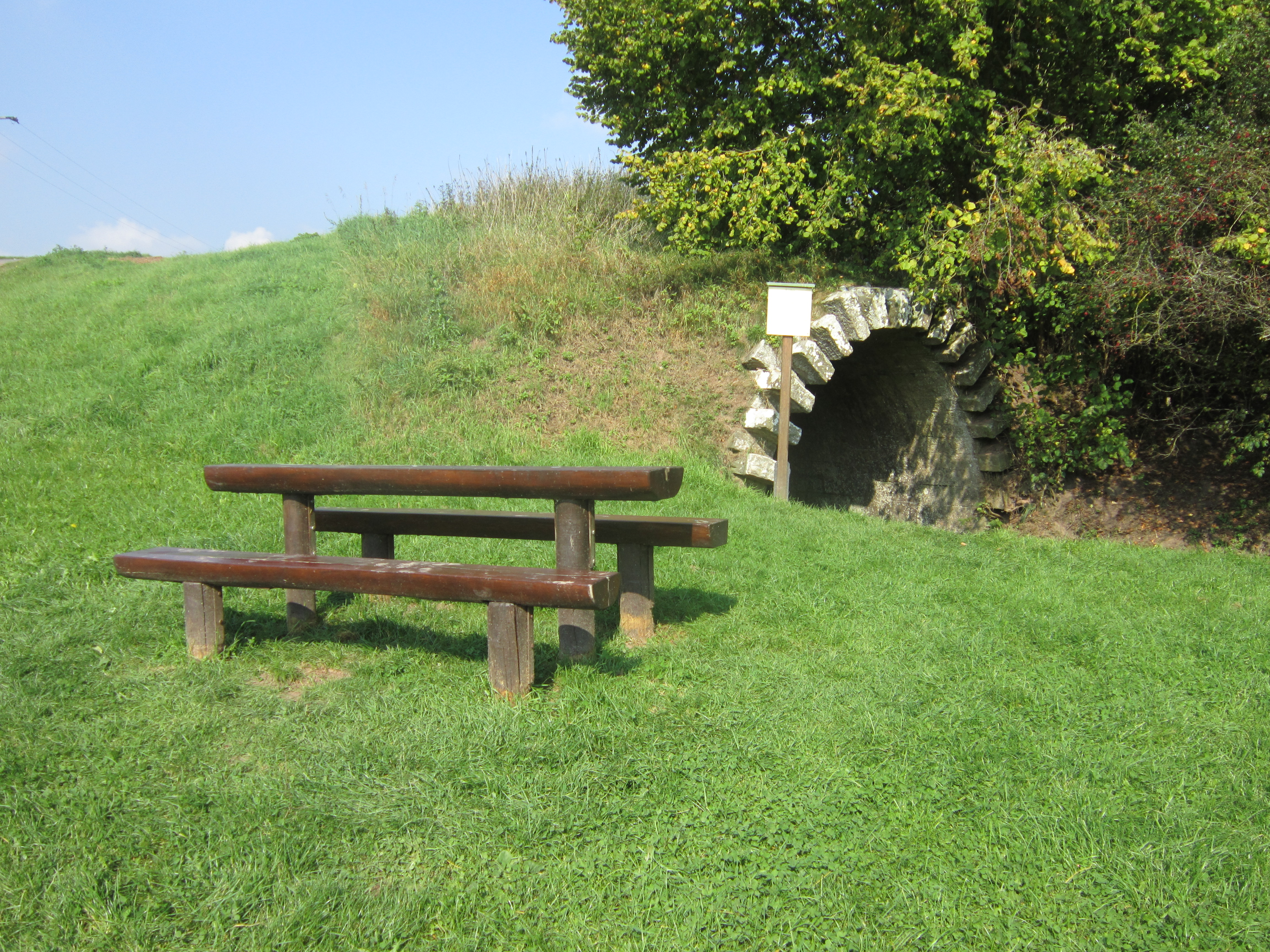
Das Kleinbracher Echo.

Das in Kleinbrach, einem Stadtteil der bayerischen Kurstadt Bad Kissingen im unterfränkischen Landkreis Bad Kissingen, gelegene Echo ist ein Tunnelmund, der im Zusammenhang mit der Heilwasserförderung in der Nachbargemeinde Hausen (heute ebenfalls Stadtteil von Bad Kissingen) entstand.
Der wegen seiner Schallwirkung als Echo bekannte Tunnelmund gehört zu den Bad Kissinger Baudenkmälern und ist unter der Nummer D-6-72-114-383 in der Bayerischen Denkmalliste registriert.

## Geschichte

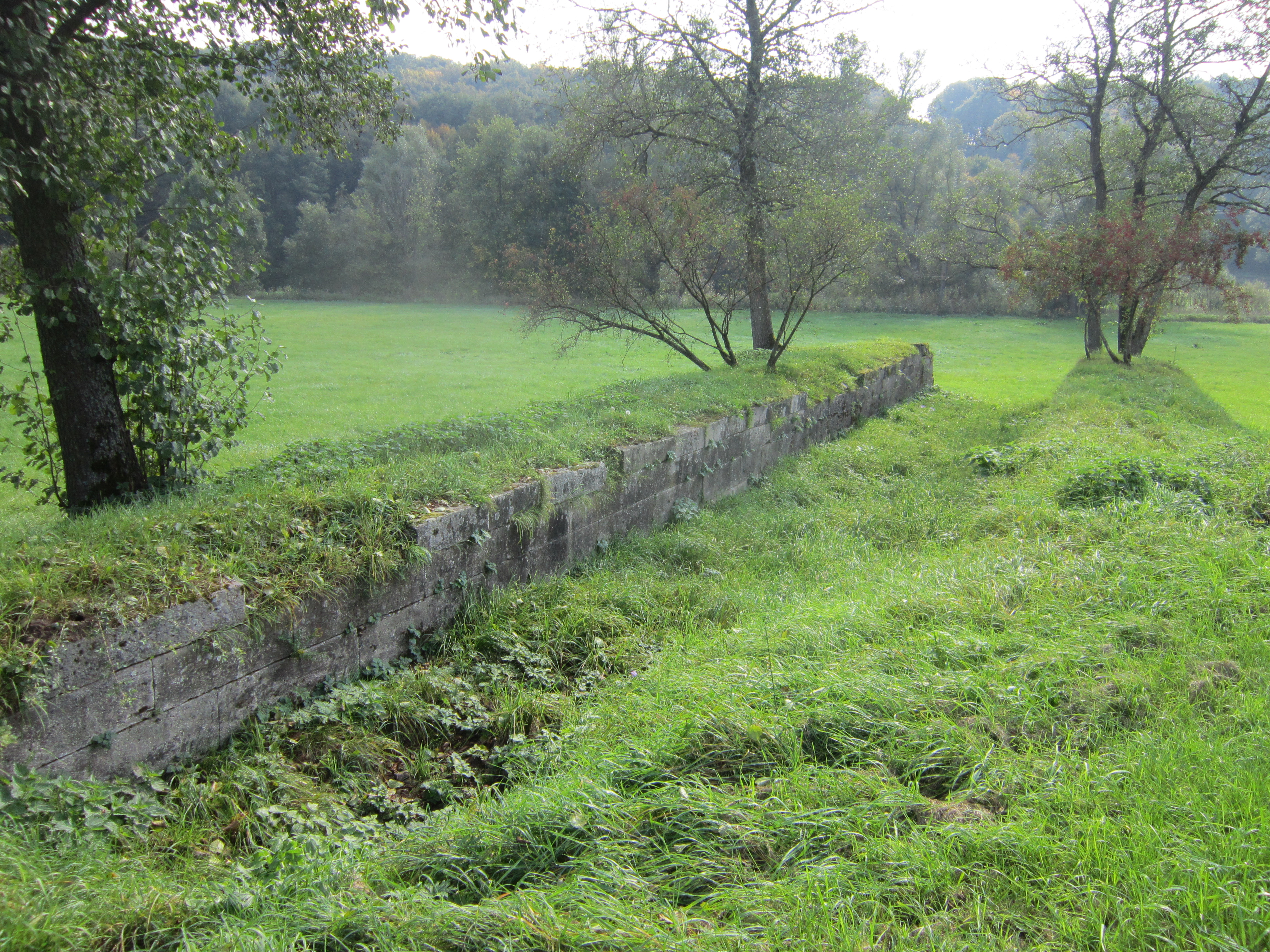
Kanalreste vor dem Echo.

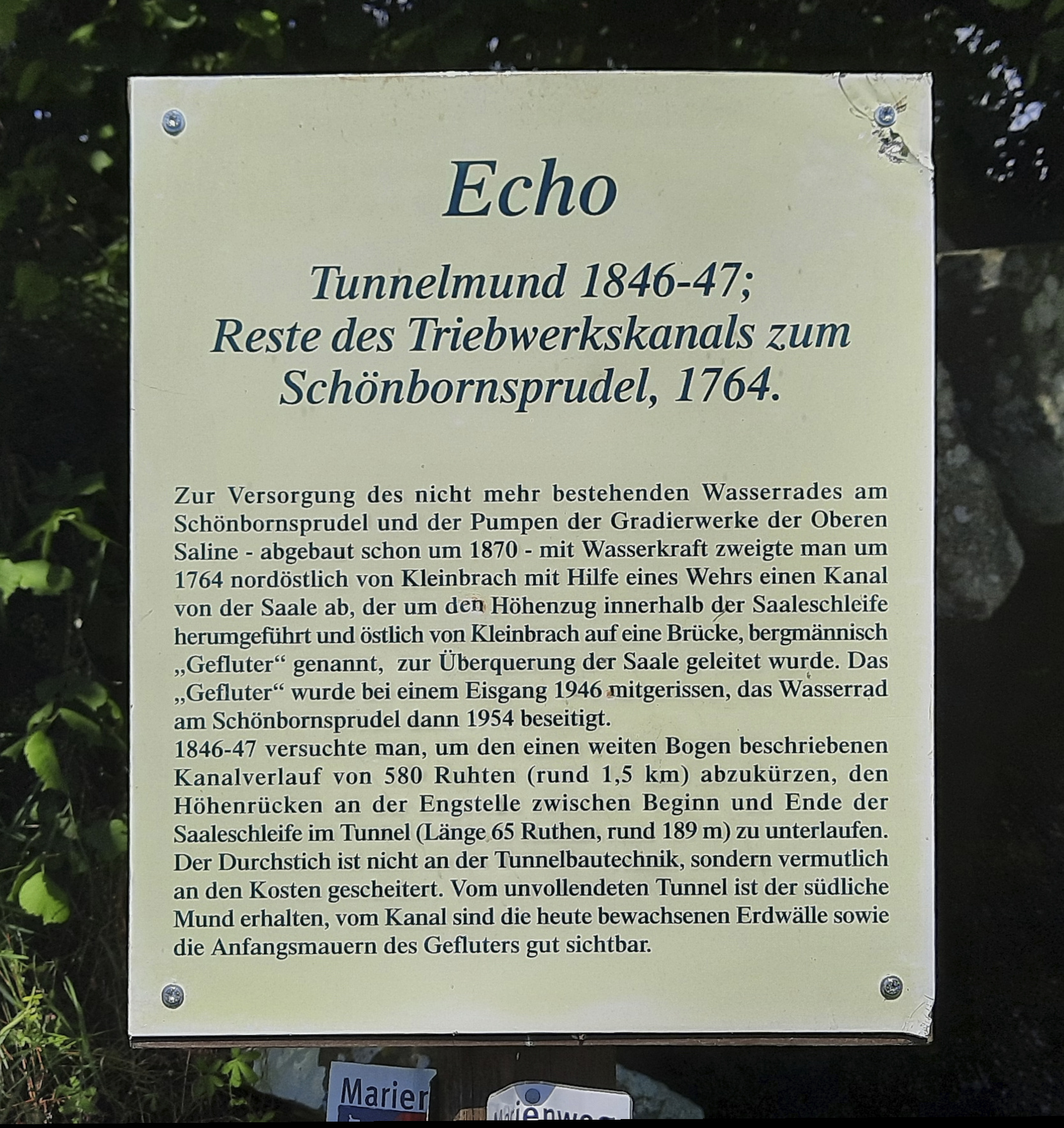
Aktualisierte Informationstafel

Das Echo befindet sich innerhalb der Saale-Schleife, an dem der ehemalige heute nur noch in Resten vorhandene Kanal, der so genannte Gefluter, von der Wehranlage in Kleinbrach zum Schönbornsprudel in Hausen vorbeiführte. Das Echo stammt von einem Versuch des Jahres 1846, einen Tunnel in dem Höhenzug anzulegen; dieser hätte den umlaufenden Kanal ersetzen und den vom Wasser zurückzulegenden Weg um 1,5 Kilometer verkürzen sollen. Im Jahr 1843 entstand mit dem „Plan en brouillon“ eine Skizze von dem geplanten Tunnelbau. Das kolorierte Original dieser Skizze befindet sich in den Sammlungen des im Jahr 1831 auf Anregung von König Ludwig I. gegründeten „Historischen Vereines“ im Staatsarchiv Würzburg. Von dem ehemaligen Kanal sind in der Umgebung noch Reste vorhanden, so unter anderem auch vor dem Echo.
Lange Zeit nahm man an, das Tunnelvorhaben sei auf Grund zu harten Gesteins an den damaligen technischen Möglichkeiten gescheitert. Kreisheimatpfleger Werner Eberth vermutet jedoch, dass in Wahrheit finanzielle Probleme ausschlaggebend waren. Zwar fehlt ein konkreter Nachweis für fehlende finanzielle Mittel für den Bau eines Tunneldurchstichs, doch erlaubte der damalige Stand der Technik bereits anspruchsvollere Projekte. Auf Eberths Anregung wurde im März 2011 die Informationstafel am Echo entsprechend geändert. Die alte Tafel hatte zudem fälschlicherweise behauptet, der Kanal sei nach dem Tunneldurchstich entstanden.